# Улица Михаила Миля (Казань)
Улица Михаи́ла Ми́ля (тат. Михаил Миль урамы) — построенная и введённая в эксплуатацию в 2009 году магистральная четырёхполосная улица, соединявшая самым коротким образом Ново-Савиновский и Авиастроительный районы Казани. В 2013 году был открыт участок дороги по улице Максимова, получивший наименование улица Петра Виттера в 2015 году, ещё более сокративший расстояние для автовладельцев между районами.

## Расположение
Улица Михаила Миля пролегает по территории Ново-Савиновского и Авиастроительного районов с севера-востока на юго-запад между веткой северного внутригородского железнодорожного хода Горьковской железной дороги и южного ограждения КАПО им. Горбунова.
Улица начинается от путепровода над железнодорожной веткой, по которой пролегает проспект Фатиха Амирхана до пересечения с улицей Дементьева.

## Происхождение наименования
Улица названа Постановлением Кабинета Министров Республики Татарстан от 26.11.2009 № 803 «О присвоении улице в г. Казани имени Михаила Миля» в честь Михаи́ла Лео́нтьевича Миля (22 ноября 1909, Иркутск — 31 января 1970, Москва) — советского конструктора вертолётов, Героя Социалистического Труда (1966), лауреата Ленинской премии (1958) и Государственной премии СССР (1968).

## Фотографии

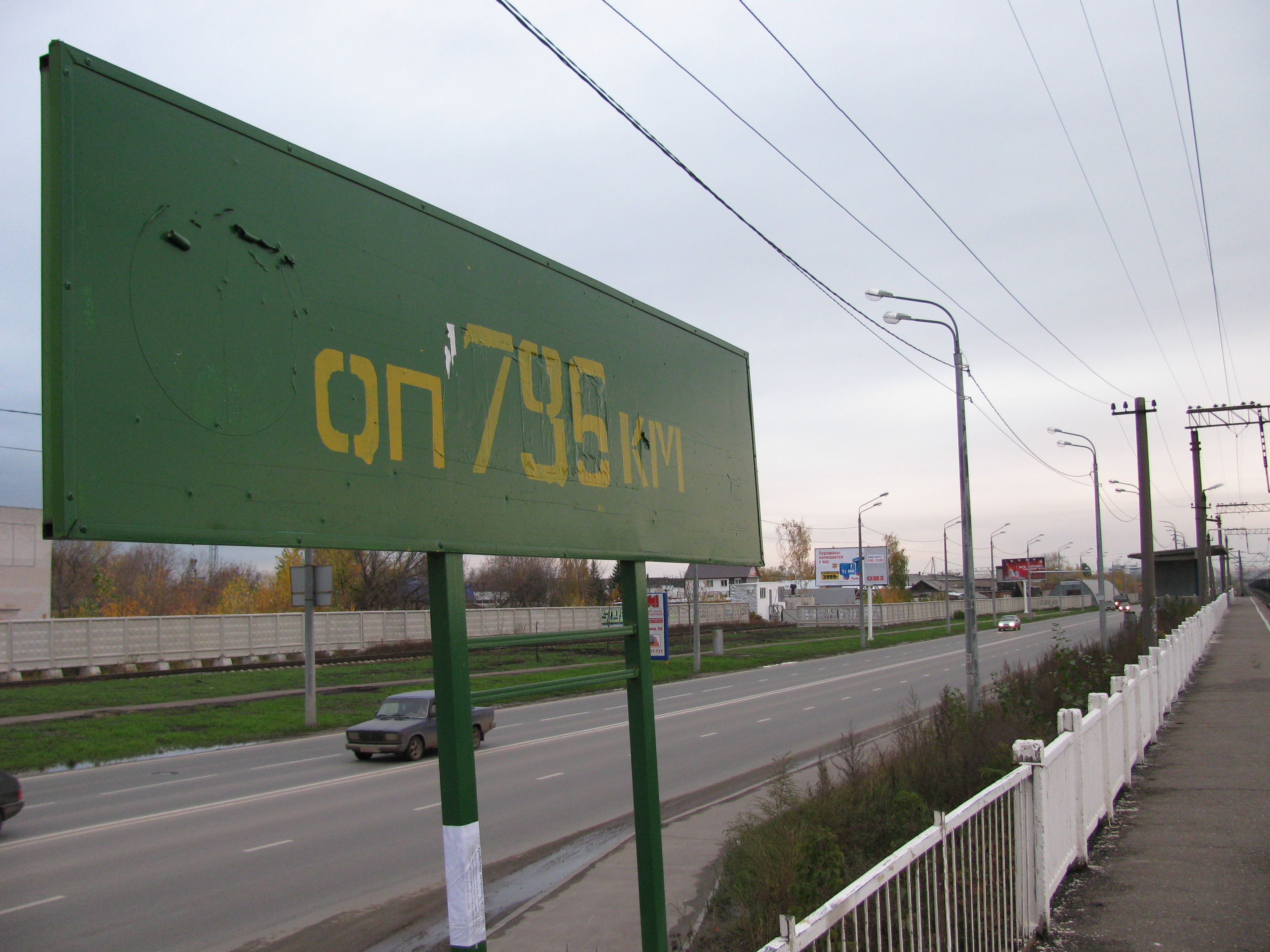
Улица Миля с платформы 795 км